# Ноллис, Роберт
Сэр Роберт Ноллис (англ. Robert Knollys), или Роберт Ноллес (англ. Robert Knolles; 1317 или 1325, Чешир — 15 августа 1407) — английский солдат и военачальник времён Столетней Войны. Методы, применяемые Ноллисом, принесли ему славу великого воина, но также грабителя и опустошителя — руины сожжённых зданий стали называть «Митры Нолли».

## Биография
Известно, что Ноллис родился в графстве Чешир. Первые упоминания о нём относятся к середине XIV века: на тот момент он был капитаном над несколькими замками Бретани, в том числе Фугерэ, Гравэлль и Шато-Бланк, и также одним из англичан-героев Боя Тридцати в войне за бретонское наследство (1351 год), где и попал в плен.
Следующее упоминание относится к его участию в шевоше (англ. Chevauchée) 1356 года, возглавляемом Генри Гросмонтом, 1-м герцогом Ланкастерским. Шевоше было нацелено на Нормандию, и спланировано как диверсионная кампания, с целью привлечь на север армию короля Иоанна II Французского, и позволить Эдуарду Чёрному Принцу вступить в битву при Пуатье. После этого Роберт Ноллис присоединился к армии Филлипа Наваррского, брата короля Карла II Наваррского, удерживавшего столицу в кампании 1358 года против дофина.
Осенью 1358 года Роберт Ноллис возглавил Большую Компанию из примерно 3000 англо-гасконцев в долине Луары и создал гарнизоны в важнейших городах этой области, таких как Шато-Неф. Далее он взял Ниверне, который защищал для Маргариты Мальской известный наёмник Арно де Серволь.
В начале 1359 года Ноллес начал осаду Осера, павшего спустя два месяца, 10 марта. После взятия города Ноллеса посвятили в рыцари. Город был разграблен, и только выплата выкупа спасла Осер от полного разрушения.
В апреле 1359 года Ноллис вернулся в Шато-Неф, чтобы подготовиться к вторжению в долину Роны совместно с Хью Колвели. Передовая база была расположена в Понт-дю-Шато на реке Алье, откуда и начался поход на Ле-Пюи-ан-Веле. Отряды Ноллиса и Колвели объединились для осады Ле-Пюи-ан-Веле, павшего в 1359 году. При попытке выйти к папскому городу Авиньону путь их войскам преградила армия Томаса де ла Марш, представителя Людовика II де Бурбона. Большинство английских командиров отступили, распустив свои отряды.
Ноллис вернулся в Бретань и участвовал во вторжении в графство Мэн (1360 год) вместе с Жаном V де Монфором осаждал Оре в июле 1364 года и присоединился к Чёрному Принцу в битве при Нахере в 1367 году.
В 1370 году Роберт Ноллис был пожалован землями и крупной суммой денег, чтобы собрать армию для вторжения в Северную Францию. Он высадился в Кале в августе 1370 года вместе с 6000 солдат и предпринял глубокий рейд по французским землям, сжигая деревни в окрестностях Парижа. Однако спровоцировать Карла V на вступление в сражение не удалось, и Ноллис направился к Гаскони, начав захват и укрепление замков в районе между реками Луар и Луара. Подчинённые ему командиры, такие как сэр Джон Минстерворс, критиковали такое поведение, стремясь в бой. Когда стало известно о приближении французских войск под предводительством Бертрана Дюгеклена, Ноллис оставил армию и вернулся в Бретань с небольшим кортежем. Английская армия была разбита и уничтожена в битве при Понтваллене 4 декабря 1370 года.
Сэр Ноллис провёл зиму в своём замке Дерваль, в Бретани, а затем попытался эвакуировать людей и остатки присоединившихся к нему сил Минстерворса из порта Сен-Матье. Однако из-за недостатка судов большая часть солдат осталась на берегу, где и была уничтожена французскими войсками под руководством Оливье де Клиссона. В 1372 году Королевский Совет признал Роберта Ноллиса основным виновником произошедшего, лишил его дарованных ранее земель и взыскал 10000 марок.
Роберт Ноллис основал больницу Св. Троицы в Понтефракте и участвовал в подавлении восстания Уота Тайлера.
Герб Ноллиса украшает внешнюю башню замка Бодиам в Восточном Суссексе. Этот герб был объявлением о лояльности Ноллису строителя замка, Эдварда Дэлингриджа, служившего под его началом в Большой Кампании в Столетнюю Войну.